# Tom Nalen
(en) Statistiques sur pro-football-reference
Tom Nalen (né le 13 mai 1971 à Boston au Massachusetts) est un joueur de football américain qui évoluait au poste de centre dans la National Football League (NFL).

## Carrière

### Universitaire
Il a joué pour les Eagles de Boston College au niveau universitaire et a été sélectionné durant la draft 1994 de la NFL par les Broncos de Denver. 

### Professionnelle
Il a passé toute sa carrière professionnelle avec les Broncos et a aidé l'équipe à remporter deux titres consécutifs du Super Bowl. Il a été sélectionné à cinq reprises au Pro Bowl.
Il se retire en 2009 après avoir manqué la majorité de la saison 2007 et la totalité de la saison 2008 en raison d'une blessure à un biceps. Il est nommé dans l'équipe du 50e anniversaire des Broncos en 2009.